# Canicattini Bagni

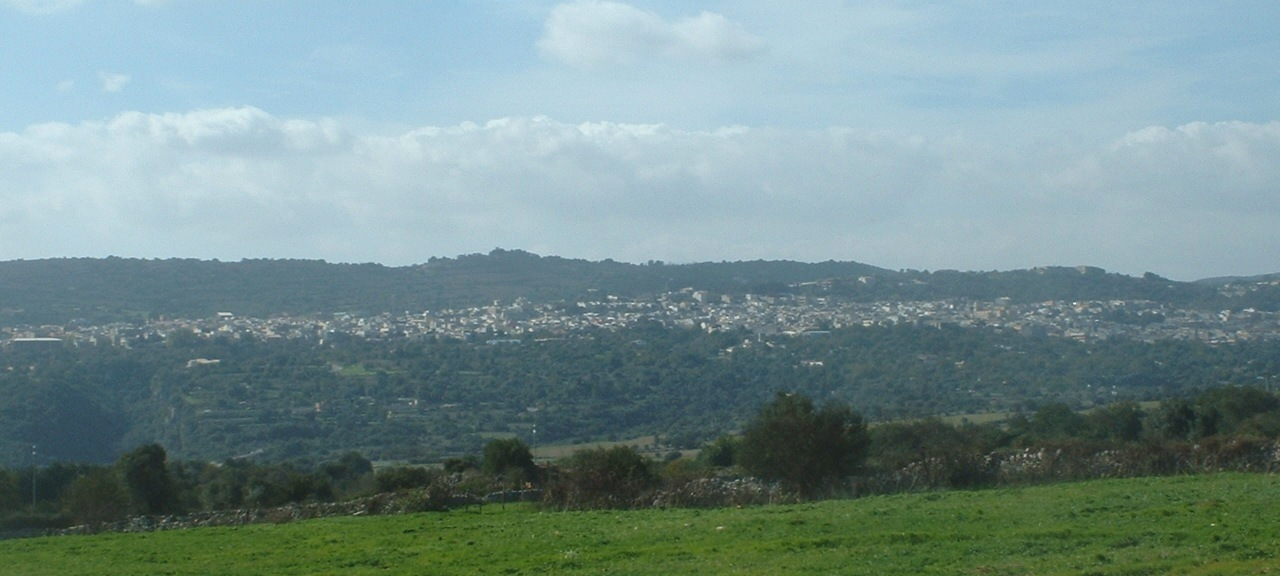
Blick auf Canicattini Bagni

Canicattini Bagni ist eine Stadt des Freien Gemeindekonsortiums Syrakus in der Region Sizilien in Italien mit 6513 Einwohnern (Stand 31. Dezember 2023).

## Lage und Daten
Canicattini Bagni liegt 20 km westlich von Syrakus. Die Einwohner leben hauptsächlich von der Landwirtschaft und dem Abbau von Sandstein.
Die Nachbargemeinden sind Floridia, Noto, Palazzolo Acreide, Syrakus und Solarino.

## Geschichte
Die Gemeinde wurde 1678 gegründet. Nach dem Erdbeben 1693 wuchs die Gemeinde, da sich Einwohner aus den Nachbargemeinden hier niederließen.

## Sehenswürdigkeiten

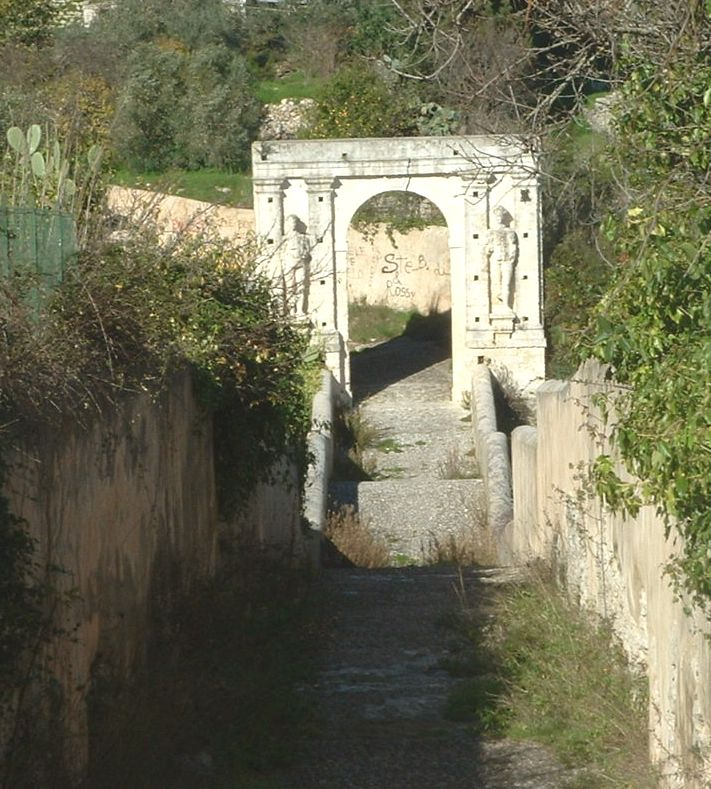
Brücke di S. Alfano

- Kirche Madre S. Maria degli Angeli
- Kirche delle Anime Sante
- Kirche di  Maria SS. Ausiliatrice
- Brücke di S. Alfano